# Диханг-Дибанг (биосферный заповедник)
Диханг-Дибанг (англ. Dihang-Dibang Biosphere Reserve) — биосферный заповедник, созданный в рамках программы «Человек и биосфера» (Man & Biosphere). Расположен на северо-востоке Индии, в штате Аруначал-Прадеш. Площадь заповедника — 5112 км² (4095 км² — основная часть и 1017 км² — буферная зона). В границах заповедника частично или полностью расположены национальный парк Моулинг и заповедник Дибанг. Биосферный заповедник раскинулся на территории трёх округов — Верхняя долина Дибанг, Верхний Сианг и Западный Сианг. Он занимает высокогорные районы Восточных Гималаев и гор Мишми; высота отдельных вершин на территории заповедника превышает 5000 м. Диханг-Дибанг включает различные ландшафты — от тропических вечнозелёных лесов в глубоких речных долинах до субтропических широколиственных, умеренных широколиственных, умеренных хвойных лесов, альпийских лугов и снеговых шапок гор.
Заповедник отличается богатым животным миром; некоторые животные, обитающие здесь, являются эндемичными для Восточных Гималаев или исчезающими. В Диханг-Дибанг встречается 195 видов птиц, среди которых особенно интересны белохвостый монал и серобрюхий трагопан. Из млекопитающих можно отметить тигра, обычного леопарда, дымчатого леопарда, малую панду, ирбиса, такина и др.
Из-за гористого рельефа, сурового климата и отсутствия коммуникаций территория заповедника заселена довольно слабо. Всего здесь проживают около 10 000 человек, главным образом представители народов ади и мишми. Деревни расположены только в нижней части склонов гор и в речных долинах.